# Aquila nera (film 1988)
Aquila nera (Black Eagle) è un film del 1988, diretto da Eric Karson.

## Trama
L'agente speciale della CIA Ken Tani, nome in codice "Black Eagle", si trova vicino a Malta con i due figlioletti, ma non si tratta di una vacanza. Per giunta i due pargoli vengono rapiti dall'agente Andrei, del KGB. S'accende così la lotta tra i due protagonisti che continuano a combattersi a colpi di karate ogni volta che si incontrano. Alla fine il perfido Andrei salta in aria e "Black Eagle", liberati i figli, torna a casa.